# Colibrí àngel de gorja ametista
El colibrí àngel de gorja ametista (Heliangelus amethysticollis) és una espècie d'ocell de la família dels troquílids (Trochilidae) que habita boscos i garrigues de les muntanyes del sud-est de l'Equador i nord-oest de Bolívia.

Ha estat considerat coespecífic d'Heliangelus clarisse i Heliangelus spencei.